# Iso Torava
Iso Torava är en sjö i Finland. Den ligger i Salo stad i landskapet Egentliga Finland, i den södra delen av landet, 70 km väster om huvudstaden Helsingfors. Iso Torava ligger 66,4 meter över havet. Arean är 87,2 hektar och strandlinjen är 5,21 kilometer lång. Sjön  ingår i Karisåns huvudavrinningsområde.   I omgivningarna runt Iso Torava växer i huvudsak blandskog. Den sträcker sig 1,9 kilometer i nord-sydlig riktning, och 1,1 kilometer i öst-västlig riktning.